# Группы Google
Группы Google (англ. Google Groups) — это веб-сервис от Google, который предоставляет дискуссионные группы для людей, разделяющих общие интересы. Google Groups начал работу 12 февраля 2001 года после приобретения архивов Usenet

## История
В феврале 2001 года Google приобрела Deja News и его архив Usenet, и перевела активы на groups.google.com, хотя Google начала архивировать сообщения Usenet для себя, начиная с августа 2000 года. Пользователи получили доступ к базе Usenet через интерфейс Google Groups. Вскоре Google позволила пользователям создавать собственные группы, не связанные с Usenet.
К концу 2001 года архив был дополнен другими сохранёнными сообщениями, датированными от 11 мая 1981 года. Эти ранние сообщения с 1981 по 1991 год были переданы Google Университетом Западного Онтарио на основе архивов Генри Спенсера из Университета Торонто. Архивы за конец 1991 года — начало 1995 года были предоставлены Кентом Лэндфилдом из серии компакт-дисков NetNews и Юргеном Кристоффелем из GMD.
С 22 февраля 2024 года Google Groups больше не поддерживает публикацию и просмотр нового контента Usenet. Существующие архивы, которые охватывают период начиная с 1981 года, остаются доступными. При этом в Google Groups по-прежнему можно просматривать форум, создавать группы, темы, а также комментировать.